# Серьер (Ардеш)
Серье́р (фр. и окс. Serrières) — коммуна во Франции, находится в регионе Рона — Альпы. Департамент коммуны — Ардеш. Административный центр кантона Серьер. Округ коммуны — Турнон-сюр-Рон.
Код INSEE коммуны — 07313.
Коммуна расположена приблизительно в 440 км к юго-востоку от Парижа, в 50 км южнее Лиона, в 70 км к северу от Прива.

## Население
Население коммуны на 2008 год составляло 1145 человек.
| 1962 | 1968 | 1975 | 1982 | 1990 | 1999 | 2008 |
| ---- | ---- | ---- | ---- | ---- | ---- | ---- |
| 1553 | 1562 | 1388 | 1314 | 1154 | 1078 | 1145 |

## Администрация
| Период | Период | Фамилия         | Партия | Профессия |
| ------ | ------ | --------------- | ------ | --------- |
| 1947   | 1953   | Франсуа Шардон  |        |           |
| 1953   | 1971   | Альбер Жаклен   |        |           |
| 1971   | 1977   | Мариус Мантелен |        |           |
| 1977   | 1983   | Марсель Гренье  |        |           |
| 1983   | 1995   | Роже Юбелар     |        |           |
| 1995   | 2008   | Клод Гутрон     |        |           |
| 2008   |        | Лоран Торг      |        |           |

## Экономика
В 2007 году среди 670 человек в трудоспособном возрасте (15—64 лет) 505 были экономически активными, 165 — неактивными (показатель активности — 75,4 %, в 1999 году было 71,9 %). Из 505 активных работали 432 человека (250 мужчин и 182 женщины), безработных было 73 (28 мужчин и 45 женщин). Среди 165 неактивных 42 человека были учениками или студентами, 76 — пенсионерами, 47 были неактивными по другим причинам.

## Достопримечательности
- Часовня Нотр-Дам-де-Питье (XVII век), также известна под названием «Башня кающихся». Исторический памятник с 1984 года.[3]
- Часовня Сен-Сорнен (XIV век). Исторический памятник с 1932 года.[4]
- Придорожный крест (1663 год). Исторический памятник с 1932 года.[5]

## Фотогалерея
- «Башня кающихся»
- Морской музей
- Подвесной мост
- Карта коммуны